# Liste der Biografien/Lw
Liste der Biografien |
Portal Biografien |
Personensuche
# |
A |
B |
C |
D |
E |
F |
G |
H |
I |
J |
K |
L |
M |
N |
O |
P |
Q |
R |
S |
T |
U |
V |
W |
X |
Y |
Z |
?
 
La |
Lb |
Lc |
Le |
Lg |
Lh |
Li |
Lj |
Ll |
Lm |
Lo |
Lp |
Lt |
Lu |
Lv |
Lw |
Lx |
Ly |
Lz
Die Liste der Biografien führt alle Personen auf, die in der deutschsprachigen Wikipedia einen Artikel haben. Dieses ist eine Teilliste mit 21 Einträgen von Personen, deren Namen mit den Buchstaben „Lw“ beginnt.

## Lw

### Lwa
- Lwanga, Cyprian Kizito (1953–2021), ugandischer Geistlicher, römisch-katholischer Erzbischof von Kampala
- Lwanga, John Magiriba (* 1982), deutscher SängerJohn Magiriba Lwanga (* 1982)

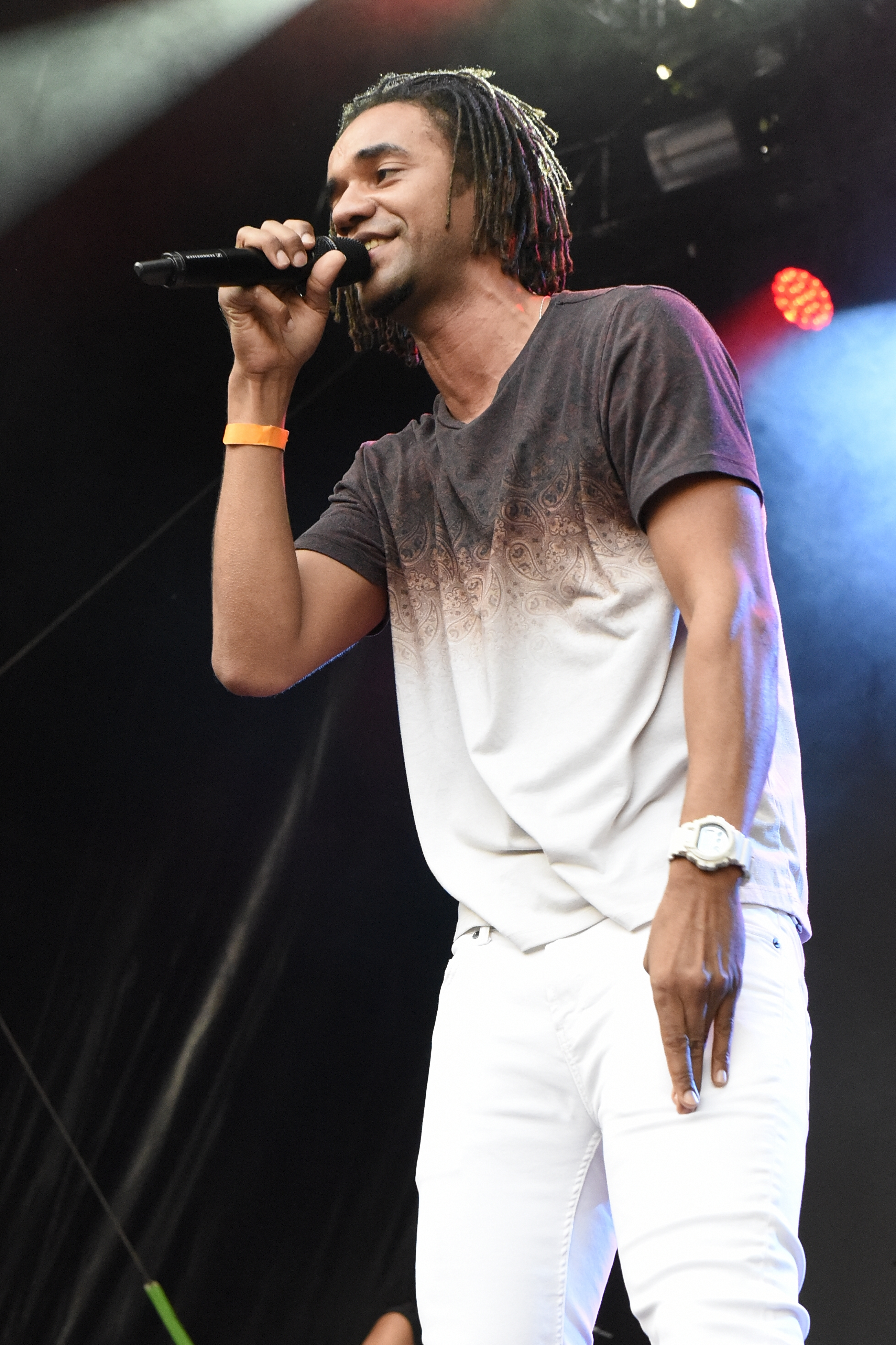
John Magiriba Lwanga (* 1982)

- Lwanga, Karl (1865–1886), ugandischer Märtyrer

### Lwe
- Lwenge, Gerson (* 1951), tansanischer Politiker

### Lwi
- Lwin Moe Aung (* 1999), myanmarischer Fußballspieler

### Lwo
- Lwoff, André (1902–1994), französischer Mikrobiologe
- Lwoff-Parlaghy, Elisabeth Vilma (1863–1923), ungarische Malerin
- Lwoki, Benjamin, Politiker des Südsudan im Sudan
- Lwow, Alexei Fjodorowitsch (1798–1870), russischer Violinist und Komponist
- Lwow, Georgi Jewgenjewitsch (1861–1925), russischer Politiker
- Lwow, Nikolai Alexandrowitsch (1753–1804), russischer Aufklärer und Architekt
- Lwow, Waleri Konstantinowitsch (1953–2025), sowjetischer Boxer
- Lwow, Wladimir Nikolajewitsch (1872–1930), russisch-sowjetischer Politiker
- Lwowa, Marija Alexejewna (1755–1807), russische Muse der Aufklärung
- Lwowa-Belowa, Marija Alexejewna (* 1984), russische Politikerin
- Lwowski, Hans-Jürgen (* 1939), deutscher Jurist
- Lwowski, Hermann (1877–1952), deutscher Ingenieur, Bergbau-Manager
- Lwowski, Vera (1923–2025), deutsche Tierbildhauerin
- Lwowski, Victor (1841–1917), deutscher Ingenieur und Maschinenbau-Unternehmer
- Lwowski, Walter (1882–1963), deutscher Eisenhütten-Ingenieur
- Lwowsky, Konstantin (* 1974), deutscher Basketballtrainer und -funktionär